# Манько, Юрий Иванович
Ю́рий Ива́нович Манько́ (25 ноября 1931, Борисоглебск — 19 февраля 2021, Владивосток) — советский и российский учёный, доктор биологических наук, профессор, специалист в области экологии и биологии леса, классификации лесных экосистем, природопользования. Заслуженный лесовод РФ.

## Биография
В 1954 году окончил лесохозяйственный факультет Сибирского лесотехнического института (в настоящее время — Сибирский государственный технологический университет), после чего работал старшим лаборантом отдела ботаники и растениеводства Дальневосточного филиала АН СССР. С 1962 года — младший научный сотрудник отдела леса Биолого-почвенного института ДВ филиала СО АН СССР, с 1964 года — старший научный сотрудник. В 1968 году возглавил лабораторию развития и восстановления леса БПИ ДВ филиала СО АН СССР. С 1981 года возглавил отдел леса БПИ ДВО РАН. В настоящее время — главный научный сотрудник сектора лесоведения Биолого-почвенного института Дальневосточного отделения РАН.
В 1962 году получил степень кандидата биологических наук, в 1985 году — доктора биологических наук. В 1992 году — звание профессора.
Является членом редакционной коллегии научного журнала «Сибирский лесной журнал». Член диссертационного совета Биолого-почвенного института, член совета по лесным делам при губернаторе Приморского края.
Председатель Приморского отделения Русского ботанического общества, почётный член Русского ботанического общества.

## Научные интересы
Юрий Иванович является специалистом в области экологии и биологии леса, классификации лесных экосистем, природопользования.

## Труды
Автор более 300 научных публикаций, среди которых 11 книг. Основные труды:
- Манько Ю. И. Ель аянская. — Л.: Наука, Ленинградское отделение, 1987. — 280 с. — ISBN 5-1641279.
- Манько Ю. И., Сидельников А. Н. Влияние вулканизма на растительность. — Владивосток: Изд-во ДВО АН СССР, 1989. — 159 с.
- Манько Ю. И., Гладкова Г. А. Усыхание ели в свете глобального ухудшения темно-хвойных лесов. — Владивосток: Дальнаука, 2001. — 228 с.
- Манько Ю. И. Лесное дело на российском Дальнем Востоке (1859—1922). — Владивосток: Дальнаука, 2011. — 383 с. — 300 экз. — ISBN 5-8044-185-6.
- Рысин Л. П., Манько Ю. И., Бебия С. М. Пихтовые леса России. — М.: КМК, 2012. — 200 с. — 400 экз. — ISBN 978-5-87317-827-8.